# Conrad Harder
Conrad Harder, né le 7 avril 2005 à Holte au Danemark, est un footballeur international danois. Il évolue au poste d'avant-centre au Sporting CP.

## Biographie

### En club
Né à Holte au Danemark, Conrad Harder est formé par le FC Nordsjælland. Le 4 juin 2023, il fait ses débuts en professionnel, lors d'une rencontre de championnat contre le Viborg FF. Il entre en jeu à la place de Mohammed Diomande et les deux équipes se neutralisent (0-0 score final). S'étant révélé comme un joueur prolifique avec l'équipe des moins de 19 ans du club, marquant notamment 34 buts en 36 matchs, il est intégré à l'équipe première lors de l'été 2023, durant la préparation d'avant-saison où il se distingue notamment en marquant deux buts en match amical contre le Næstved BK, permettant à son équipe de s'imposer par trois buts à zéro.
Le 5 septembre 2023, Harder prolonge son contrat avec le Nordsjælland jusqu'en juin 2026. Il est dans le même temps promu définitivement en équipe première.
Le 9 décembre 2023, Harder se fait remarquer en réalisant son premier doublé en professionnel, lors du quart de finale aller de la Coupe du Danemark 2023-2024 contre l'Akademisk Boldklub. Titulaire, il permet à son équipe de s'imposer par trois buts à zéro,.
Le 2 septembre 2024, Conrad Harder rejoint le Portugal en signant avec le Sporting CP pour un contrat de cinq ans, soit jusqu'en juin 2029. Il y retrouve notamment son compatriote Morten Hjulmand.

### En sélection
Conrad Harder représente l'équipe du Danemark des moins de 18 ans, jouant au total cinq matchs avec cette sélection en 2023, et marque un but.
En mars 2025, Conrad Harder est convoqué pour la première fois avec l'équipe nationale du Danemark par le sélectionneur Brian Riemer. Le jeune attaquant de 19 ans honore sa première sélection lors de ce rassemblement, le 23 mars 2025 face au Portugal en entrant en jeu à la place de Patrick Dorgu. Son équipe est toutefois battue sur le score de cinq buts à deux après prolongations,.

## Statistiques
| Saison                | Club                  | Championnat           | Championnat | Championnat | Championnat | Coupe nationale | Coupe nationale | Coupe nationale | Coupe de la Ligue | Coupe de la Ligue | Coupe de la Ligue | Supercoupe | Supercoupe | Supercoupe | Compétition(s) continentale(s) | Compétition(s) continentale(s) | Compétition(s) continentale(s) | Compétition(s) continentale(s) | Danemark | Danemark | Danemark | Total | Total | Total |
| Saison                | Club                  | Division              | M.          | B.          | P.d.        | M.              | B.              | P.d.            | M.                | B.                | P.d.              | M.         | B.         | P.d.       | Comp.                          | M.                             | B.                             | P.d.                           | M.       | B.       | P.d.     | M.    | B.    | P.d.  |
| 2022-2023             | FC Nordsjælland       | Superliga             | 1           | 0           | 0           | -               | -               | -               | -                 | -                 | -                 | -          | -          | -          | -                              | -                              | -                              | -                              | -        | -        | -        | 1     | 0     | 0     |
| 2023-2024             | FC Nordsjælland       | Superliga             | 23          | 5           | 0           | 5               | 2               | 0               | -                 | -                 | -                 | -          | -          | -          | C4                             | 5                              | 0                              | 1                              | -        | -        | -        | 33    | 7     | 1     |
| 2024-2025             | FC Nordsjælland       | Superliga             | 7           | 2           | 3           | 0               | 0               | 0               | -                 | -                 | -                 | -          | -          | -          | -                              | 0                              | 0                              | 0                              | -        | -        | -        | 7     | 2     | 3     |
| Sous-total            | Sous-total            | Sous-total            | 31          | 7           | 3           | 5               | 2               | 0               | -                 | -                 | -                 | -          | -          | -          | -                              | 5                              | 0                              | 1                              | -        | -        | -        | 41    | 9     | 4     |
| 2024-2025             | Sporting CP           | Betclic Liga          | 28          | 5           | 5           | 7               | 5               | 1               | 3                 | 0                 | 0                 | -          | -          | -          | C1                             | 9                              | 1                              | 0                              | 1        | 0        | 0        | 48    | 11    | 6     |
| 2025-2026             | Sporting CP           | Betclic Liga          | 2           | 0           | 0           | 0               | 0               | 0               | 0                 | 0                 | 0                 | 1          | 0          | 0          | C1                             | 0                              | 0                              | 0                              | 0        | 0        | 0        | 3     | 0     | 0     |
| Sous-total            | Sous-total            | Sous-total            | 30          | 5           | 5           | 7               | 5               | 1               | 3                 | 0                 | 0                 | 1          | 0          | 0          | -                              | 9                              | 1                              | 0                              | 1        | 0        | 0        | 51    | 11    | 6     |
| Total sur la carrière | Total sur la carrière | Total sur la carrière | 61          | 10          | 8           | 12              | 7               | 4               | 3                 | 0                 | 0                 | 1          | 0          | 0          | -                              | 14                             | 1                              | 1                              | 1        | 0        | 0        | 92    | 18    | 13    |

## Palmarès
Sporting Portugal
- Championnat du Portugal (1) :
  - Champion en 2025
- Coupe du Portugal (1) :
  - Vainqueur en 2025